# Сандахчиев, Лев Степанович
Лев Степанович Сандахчиев (11 января 1937 года, Ростов-на-Дону — 29 июня 2006 года, Кольцово) — российский учёный, специалист в области молекулярной биологии и вирусологии, доктор биологических наук, профессор, академик РАН.

## Биография
В 1959 году окончил Московский ордена Ленина ордена Трудового Красного Знамени химико-технологический институт им. Д. И. Менделеева по специальности «Технология высокомолекулярных соединений».
Доктор биологических наук (1975), в 1981 году избран членом-корреспондентом Академии наук СССР, а в 1992 году — действительным членом Российской академии наук.
Основатель Государственного научного центра вирусологии и биотехнологии «Вектор», возглавлял центр с 1982 по 2005 годы.

## Награды и премии
- Государственная премия СССР в области техники (1985)
- Премия Правительства Российской Федерации в области науки и техники (2000)
- Орден Ленина
- Орден Трудового Красного Знамени

## Память
Имя Сандахчиева носит один из проспектов наукограда Кольцово, в 2014 году на этом проспекте был открыт памятник учёному.